# Vilardevós
Vilardevós és un municipi de la província d'Ourense a Galícia. Pertany a la Comarca de Verín.

## Història
Els dolmens de Vilardevós, el castro de Florderrei, un sarcòfag trobat en Arzádegos del segle VII i altres restes arqueològiques mostren que el territori de l'actual municipi va ser habitat des d'època antiga. Com a territori fronterer entre Espanya i Portugal va sofrir els avatars de les relacions entre ambdós països; en 1569 els exèrcits portuguesos van envair i van devastar aquestes terres arribant fins A Gudiña. Durant l'Antic Règim aquestes terres van estar sota la jurisdicció del Comte de Monterrei.

## Demografia
| 4.695 | 5.639 | 6.645 | 5.932 | 2.633 | 2.569 | 2.500 | 2.430 | 2.382 | 2.324 | 2.256 | 2.182 | 2.131 | 2.062 | 2.024 | 2.170 |
| Fonts: INE i IGE (Els criteris de registre censal variaren i les dades de l'INE i de l'IGE poden no coincidir.) |       |       |       |       |       |       |       |       |       |       |       |       |       |       |       |

## Parròquies de Vilardevós
- Arzádegos (Santa Baia)
- Berrande (San Bartolomé)
- Enxames (San Juán)
- Moialde (Santa María)
- Osoño (San Pedro)
- Santa María de Traseirexa (Santa María)
- Soutochao (Santa María)
- Terroso (Santa Cruz)
- Vilar de Cervos (San Vicente)
- Vilardevós (San Miguel)
- Vilarello da Cota (Santa María)